# Hatta (Émirats arabes unis)
Pour les articles homonymes, voir Hatta.
Hatta est une ville des Émirats arabes unis et plus particulièrement de l'émirat de Dubaï, située à la frontière avec le sultanat d'Oman, dans les monts Hajar à 105 km de la ville de Dubaï. C'est un ancien relais sur la route reliant les émirats du nord et Oman.

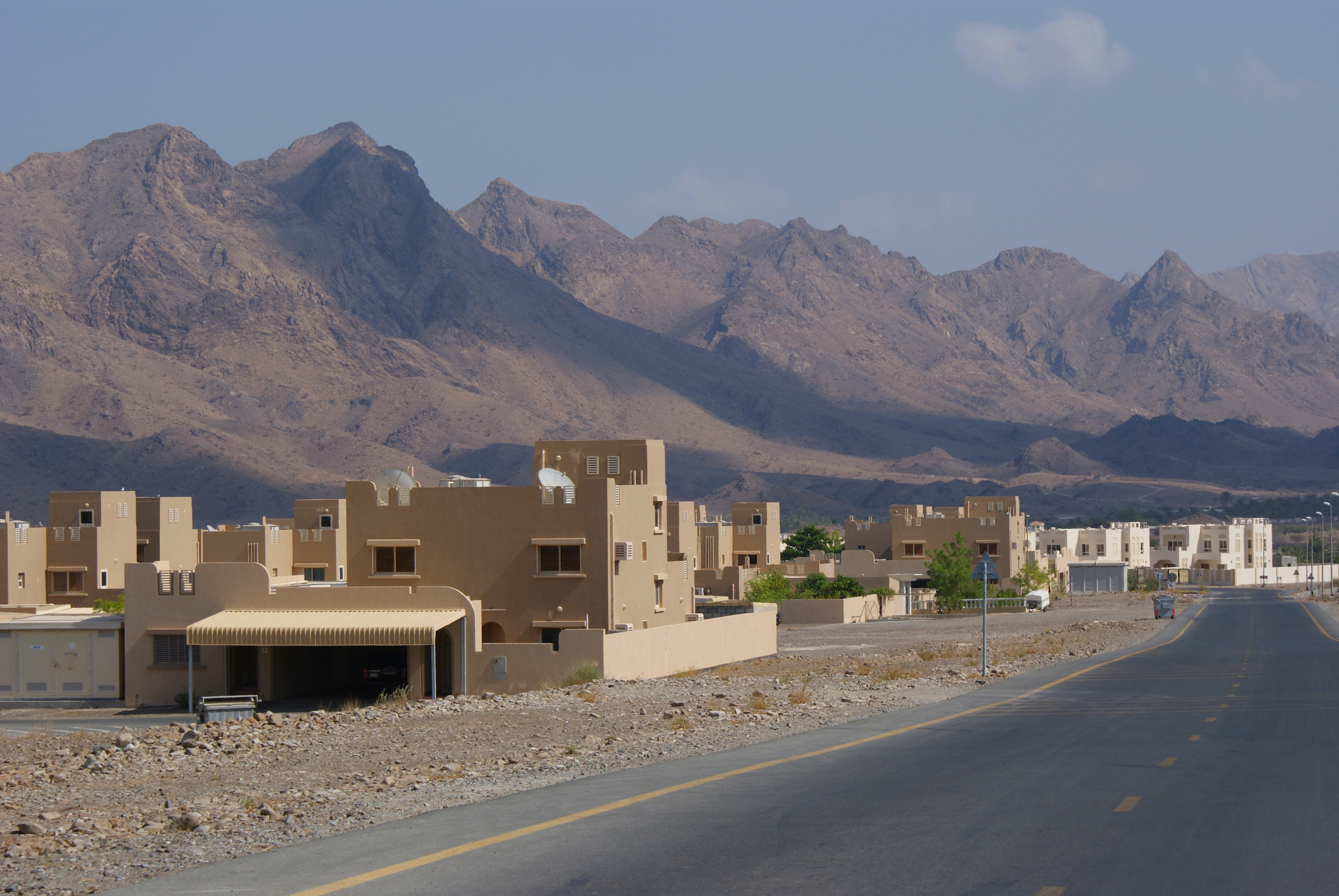
Aspect de la ville moderne et montagnes Hajar

## Histoire
Elle suscita la convoitise des États de la Trêve.
Anciennement connue sous le nom de Hajarain, Hatta est devenue une dépendance de Dubaï sous le règne de Hasher Bin Maktoum après que le sultan omanais Turki bin Saïd ait transféré le territoire, se trouvant incapable de le défendre contre Na'im de Buraimi. Jusqu’au 1906, le village s'appelait encore Hajarain.

## Tourisme
Parce qu'elle a un climat plus clément, elle est aussi un lieu de vacances pour les résidents de Dubaï.

## Monuments

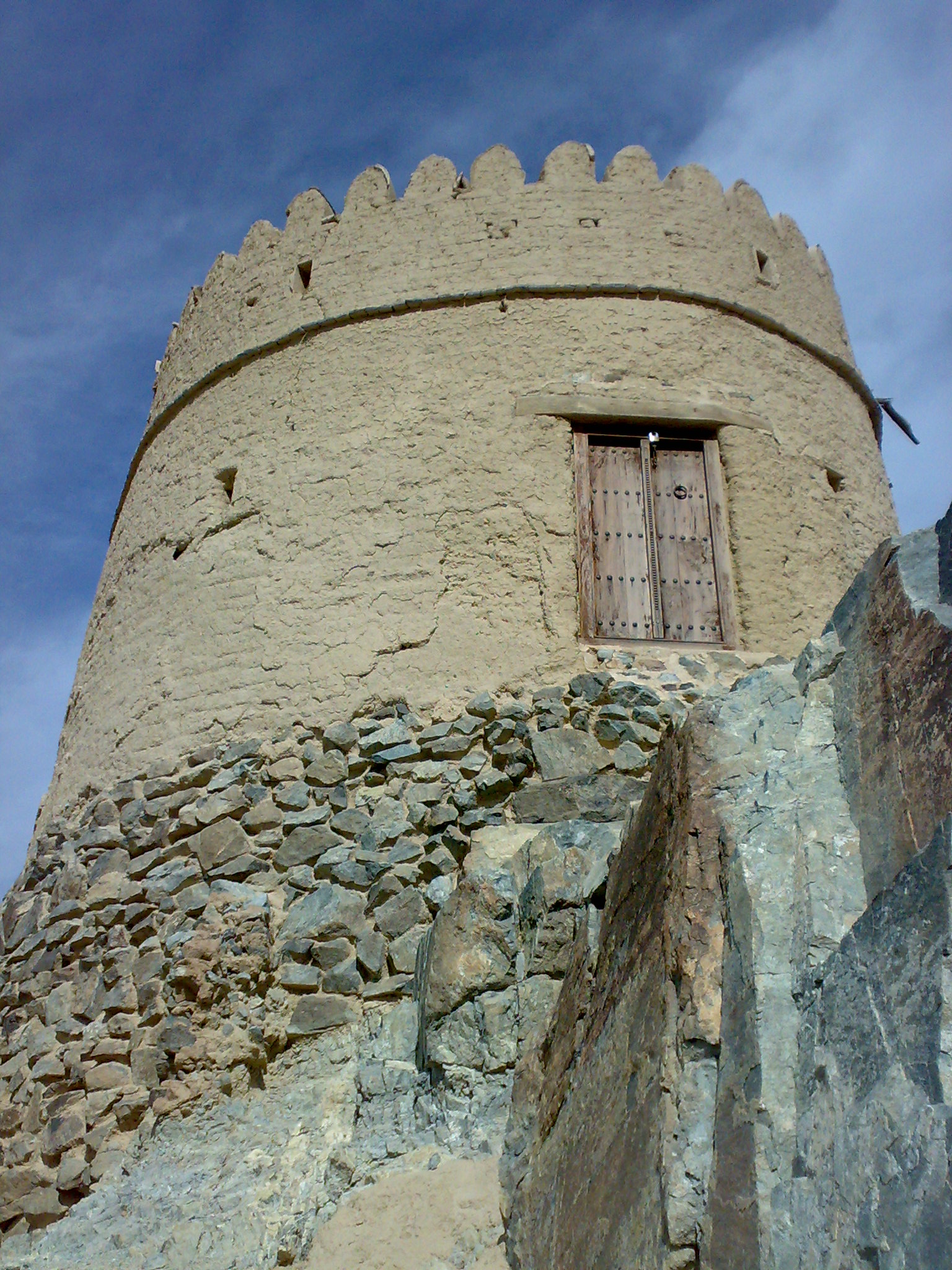
Tour de garde datant du XVIIIe siècle à Hatta

Le vieux village de Hatta possède deux tours militaires datant du XVIIIe siècle, ainsi que la mosquée Juma, construite en 1780. Le fort date de 1896 et a été rénové.

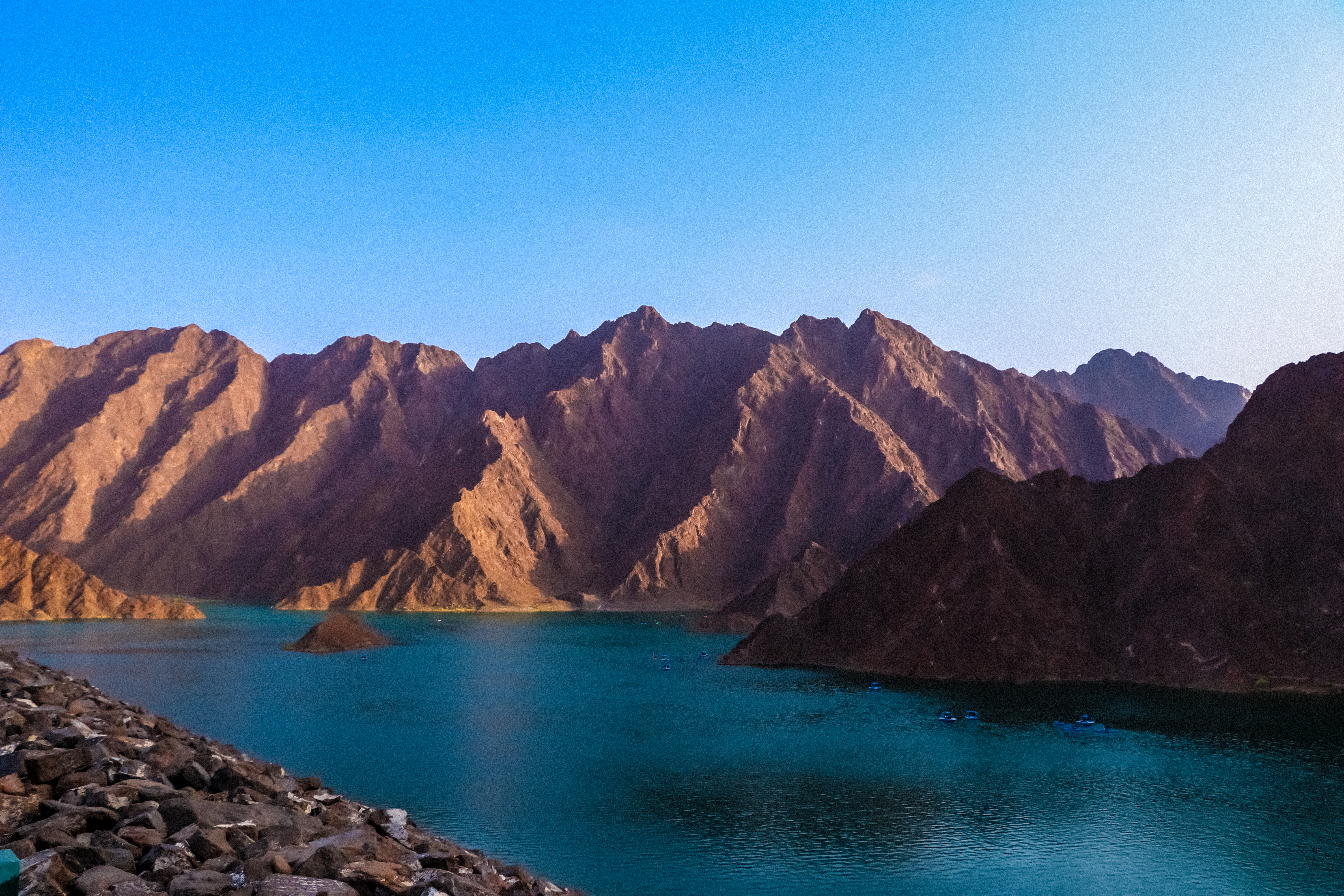
Hatta Dam, lac entouré de montagnes près de Hatta. Juin 2017.